# Upton upon Severn
Upton upon Severn är en stad och civil parish (Upton-upon-Severn) i distriktet Malvern Hills i Worcestershire i England. Orten har 1 789 invånare (2001). Byn nämndes i Domedagsboken (Domesday Book) år 1086, och kallades då Uptun.